# Claudel Lubaya
Claudel André Lubaya est un haut fonctionnaire et un homme politique congolais, originaire du Kasaï Occidental, aujourd’hui Kasaï Central.

## Biographie
Claudel Lubaya est plusieurs fois élu député national depuis 2006. Il fut également Gouverneur de l'ancienne province du Kasaï Occidental du 27 janvier 1999 au 26 mars 2006. Membre du bureau politique du PPRD, il est élu député dans la ville de Kananga (de juillet 2006 à octobre 2010). Il démissionne de ce parti et renonce à son mandat d’élu pour cofonder l’Union pour la nation congolaise (UNC). À la suite des tractations ayant conduit à la tenue du dialogue dit de l’Union africaine, il quitte l’UNC en septembre 2016 et adhère à l'Union Démocratique Africaine Originelle (UDA Originelle) dont il est élu Président jusqu’à ce jour.  
Il est réélu député national aux élections du 30 décembre 2018 et député provincial pour le territoire de Kazumba. Il est également Président du regroupement politique Alliance des Mouvements du Kongo (AMK) de 2018 à 2020.
Face à la détérioration du climat politique, il cosigne avec le Groupe de treize (G-13) personnalités politiques et de la société civile l’Appel du 11 juillet 2020 en faveur d’un large consensus national sur les réformes institutionnelles et électorales majeures. Le G-13 invite le Président de la République à entreprendre. 

Réélu député national pour un troisième mandat le 30 décembre 2018, il exerce, dans la chambre basse du Parlement la fonction de 2e vice-président de la commission de suivi et d’évaluation de l’exécution des lois, des résolutions, des recommandations et des politiques publiques depuis mars 2019. Il est à l’origine de plusieurs initiatives de contrôle parlementaire, auteur de la proposition de loi modifiant et complétant la loi N° 10/014/ du 31 décembre 2010 à l’aviation civile et coauteur de la proposition de loi modifiant la loi électorale N° 06/006 du 09 mars 2006 portant organisations des élections présidentielle, législatives, provinciales, urbaines, municipales et locales.

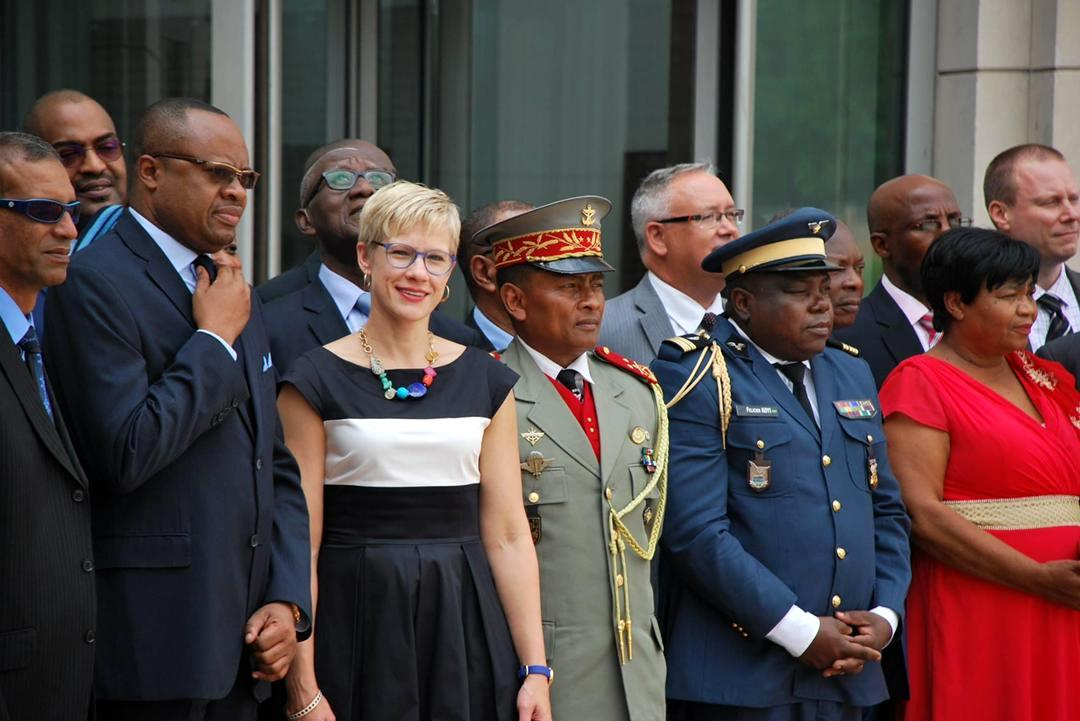
Claudel Lubaya participe à la session de formation à l’intention des futurs cadres et dirigeants africains du secteur de la Défense et de la sécurité à l’université de défense nationale (NDU), Washington, 2013

### Carrière politique
Le 27 janvier 1999, par décret du président Laurent-Désiré Kabila, il est nommé Gouverneur de l’ancienne province du Kasaï Occidental dont il est originaire. 

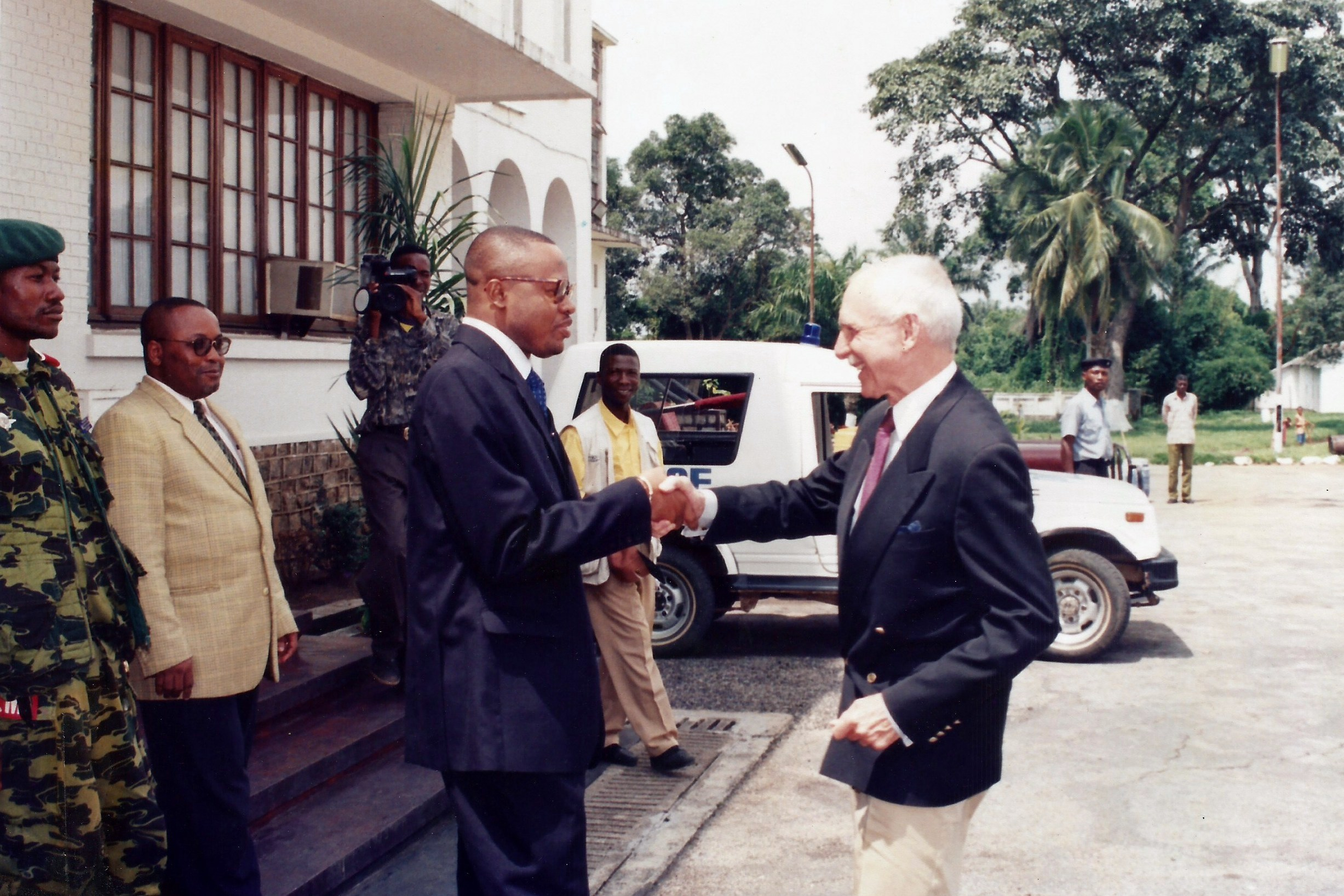
Kananga, mars 2000. Le gouverneur Claudel Lubaya reçoit Mr William Lacy Swing, ambassadeur des États-Unis en RDC

En 2010, le PPRD, parti au pouvoir depuis 2006, envisage de réviser la constitution en faisant passer l’élection présidentielle de 2011 de deux à un seul tour. À la différence des membres du bureau politique du PPRD dont il fait partie, Lubaya Claudel André s’oppose au projet de révision constitutionnelle et quitte le parti le 10 septembre de la même année. Tirant les conséquences de sa démission du PPRD, il renonce le même jour à son mandat de député national. 
À son retour à Kinshasa, il quitte l’UNC pour intégrer en septembre 2016, l'Union démocratique africaine originelle en sigle UDA Originelle, parti fondé par feu son père en 1962. Le 15 octobre 2016, il sera élu Président pour un mandat de cinq ans.
Face à l’imminence des élections, il devient dès janvier 2017, coordonnateur de la plateforme Dynamique de l'opposition aux côtés de Martin Fayulu. À ce titre, il siège au sein de la Conférence des présidents du Rassemblement des forces politiques et sociales acquises au changement (RASSOP) sous le houlette de feu Étienne Tshisekedi, puis de Félix Tshisekedi à partir de février 2017.
Devenu Président de l'UDA Originelle, il prend part à la création de la plateforme politique "Ensemble pour le changement" en mars 2018, sous la direction de l'ancien gouverneur du Katanga, Moise Katumbi Chapwe.
Par la suite, il prend la tête du regroupement politique Alliance des Mouvements du Kongo (AMK) qu'il fondera avec d’autres personnalités importantes.
À l'issue de la session extraordinaire du Bureau politique de l'UDA Originelle du 30 mars 2018, il engage le parti sur la voie de la conquête du pouvoir en prenant la résolution de participer aux élections.
C’est sur fond de vives dissensions au sein de l'opposition que Claudel Lubaya refusera d'adhérer au mouvement Lamuka créé en soutien à la candidature présidentielle de Martin Fayulu. Prenant à contrepied ses alliés d’Ensemble pour le Changement, il apporte officiellement son soutien à la candidature de Félix Tshisekedi jusqu'à son élection le 30 décembre 2018.
Il sera réélu à la députation nationale dans la Ville de Kananga, exerçant au sein de l'Assemblée nationale la fonction de Vice-président de la Commission de suivi et évaluation de l'exécution des lois, résolutions, recommandations et des politiques publiques.

## Détail des fonctions et mandats

### Au niveau provincial
- Gouverneur de Province du Kasaï-Occidental[14] et Président du Conseil provincial de sécurité [26]du 27 janvier 1999 au 26 avril 2006
- Député provincial, élu de la circonscription de Kazumba, le 30 décembre 2018

### A l'Assemblée nationale
- Député de la circonscription de Kananga Ville (2006-2010)[27]
- Député de la circonscription de Kananga Ville (2011-2018)[28]
- Député de la circonscription de Kananga Ville de 2018 à ce jour[29]

### Fonctions politiques
- Membre fondateur et Membre du Bureau politique du PPRD (2003-2010)[30]
- Membre fondateur et Premier Secrétaire Général adjoint de l’UNC (2010-2016)
- Président de l’Union Démocratique Africaine Originelle «UDA Originelle» (2016 à ce jour)[31]
- Président du regroupement politique Alliance des Mouvements du Kongo «AMK» (2018-2020)[32]

## Publications
- J'accuse Mobutu, assassin de mon père, Centre protestant de l'édition et de diffusion (CEDI), 2002[33] ; Éditions de la Fondation A.G. Lubaya, 2004